# Grb Občine Žetale
Grb Občine Žetale je upodobljen na ščitu poznogotskega stila, sanitske oblike, ki ga cinasti rez s petimi cinami deli v zeleno in zlato polje. V zeleno polje je na srednjo cino vertikalno postavljen zlati Mihaelov meč, ki nosi srebrno Mihaelovo tehtnico z zlatima skodelama. V dnu rumenega polja je naslikan par simetrično razprtih zelenih listov pravega kostanja (castanea sativa), izmed katerih raste vertikalno zoreča zelena ježica z dvema rdečima sadoma pravega kostanja. 
Zlati trak, s katerim je obrobljen ščit, lahko služi le kot grbovni okras.